# Noccaea boeotica
Noccaea boeotica är en korsblommig växtart som beskrevs av Friedrich Karl Meyer. Noccaea boeotica ingår i släktet backskärvfrön, och familjen korsblommiga växter. Inga underarter finns listade i Catalogue of Life.